# مژدات گزن
مژدات گزن (انگلیسی: Müjdat Gezen؛ زادهٔ ۲۹ اکتبر ۱۹۴۳) بازیگر، نویسنده، شاعر اهل ترکیه است. وی از سال ۱۹۶۳ میلادی تاکنون مشغول فعالیت بوده‌است.